# Jamesonia madidiensis
Jamesonia madidiensis là một loài dương xỉ trong họ Pteridaceae. Loài này được M. Kessler & A.R. Sm. Mett. mô tả khoa học đầu tiên năm 2011.